# Йохан Райнхард фон Геминген
Йохан Райнхард фон Геминген (на немски: Johann Reinhard von Gemmingen-Widdern; * 2 октомври 1648; † 15 април 1713) е фрайхер от род Геминген, господар на Видерн, Майенфелс (част от Вюстенрот) и Лайбенщат (част от Аделсхайм) в Баден-Вюртемберг.
Той е най-малкият син на Ханс Албрехт фон Геминген-Видерн (1624 – 1685), господар на Видерн, Майенфелс, и съпругата mu Анна Кунегонда Зенфт фон Зулбург (1629 – 1676), дъщеря на Хайнрих Якоб Зенфт фон Зулбург и Филипа Маргарета фон Щетен, дъщеря на Каспар фон Щетен и Агата фон Геминген (1566 – 1606), дъщеря на Дитрих фон Геминген (1526 – 1587) и Анна Катарина фон Найперг (1534 – 1581).
Брат е на Еберхард Вилхелм (1663 – 1697) и Фридрих (* 1668). Йохан Райнхард наследява Видер, а брат му Фридрих наследява Майенфелс и се жени за София Маргарета фон Геминген, също дъщеря на Ахилес Кристоф фон Геминген (1619 – 1676) от клон Бюрг-Престенек.

## Фамилия
Йохан Райнхард фон Геминген-Видерн се жени за Кара Сибила фон Геминген, дъщеря на Ахилес Кристоф фон Геминген (1619 – 1676), внукът на Еберхард фон Геминген († 1635) от клон Бюрг-Престенек. Бракът е бездетен.
Йохан Райнхард фон Геминген се жени втори път 1688 г. за фрайин Кристина фон Бетендорф (1663 – 1704). Те имат децата:
- Мария Магдалена (1680 – 1736), омъжена за Волф Грек фон Кохендорф
- Мария Юлиана (* 27 септември 1690, Видерн; † 1758), омъжена на 16 юли 1709 г. във Видерн за фрайхер Йохан Фридрих фон Берлихинген (* 5 септември 1684, Ягстхаузен; † 26 юли 1734, Ягстхаузен)
- Клара Юлиана (1699/1700 – 1766), омъжена на 13 февруари 1722 г. в Ойленхоф за фрайхер Кристоф Фердинанд I фон Дегенфелд (* 11 август 1699; † 27 септември 1766 в Ерщет)
- Хелена София, омъжена I. за Йохан Албрехт Фридрих фон Дегенфелд, II. за Ханс Гюнтер фон Минигероде
- Филип Адам (1698 – 1761), женен за Хелена Мария Кристина фон Геминген-Фюрфелд († 1737)
- Фридрих Ернст (1701 – 1709)
- Филипина (* 1705, омъжена 1735 г. за Волфганг Фридрих Густав Каплер фон Оедхайм (* 18 септември 1712; † пр. 1749)
- Мария Августа (* 1709; † 27 септември 1766), омъжена на 2 януари 1729 г. в Шьокинген за Фридрих Готлиб фон Гайзберг (* 9 юни 1701; † 17 декември 1760), тогава горски градски юнкт в Леонберг, по-късно главен горски майстер на Нойенбюк[4][5]

Йохан Райнхард фон Геминген се жени трети път 1704 г. за Ева Мария фон Геминген-Геминген. Бракът е бездетен. Вдовицата му Мария фон Геминген-Геминген се омъжва втори път 1714 г. с Кристиан фон Щетенбер.